# Bruce Perens

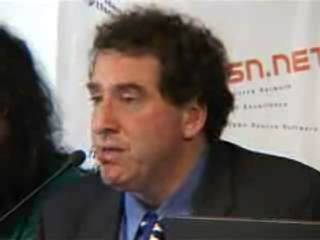
Bruce Perens (2005)

Bruce Perens é um programador e autor principal do manifesto Open Source. Ele fundou a iniciativa Open Source junto com Eric Raymond e é hoje uma das maiores figuras no cenário do Open Source. De 1996 até 1998 Bruce Perens foi o líder do projeto Debian GNU/Linux, uma das mais importantes distribuições do Linux até hoje.
Ele aparece frequentemente na mídia defendendo a ideia do Open Source e a reforma das legislações sobre tecnologia. Ele considera que o Open Source se apoia no movimento do Software Livre criado por Richard Stallman e que seus maiores obstáculos são as patentes e licenças restritivas criadas pelas empresas que produzem software proprietário.
Ele também participa na comunidade de rádio amadores para a criação de padrões nas comunicações de rádio abertas.